# Amilaza
Amilaza je enzim koji katalizuje razlaganje skroba u šećere. Amilaza je prisutna u ljudskoj pljuvački, gde ona započinje hemijski proces varenja. Hrana koja sadrži znatan udeo skroba i malo šećera, kao što su pirinač i krompir, ima blago sladak ukus tokom žvakanja jer amilaza pretvara deo njenog skroba u šećer u ustima. Pankreas takođe pravi amilazu (alfa amilaza) koja hidrolizuje skrob u disaharide i trisaharide. Njih dalje konvertuju drugi enzimi do glukoze radi telesnog snabdevanja energijom. Biljke i neke bakterije takođe proizvode amilazu. Kao diastaza, amilaza je bila prvi enzim koji je otkrio i izolovao Anselm Pajien 1833. Specifičnni amilazni proteini se obeležavanju grčkim slovima. Sve amilaze su glikozidne hidrolaze i deluju na α-1,4-glikozidne veze.

## Literatura
- Nicholas C. Price; Lewis Stevens (1999). Fundamentals of Enzymology: The Cell and Molecular Biology of Catalytic Proteins (Third изд.). USA: Oxford University Press. ISBN 019850229X.
- Eric J. Toone (2006). Advances in Enzymology and Related Areas of Molecular Biology, Protein Evolution (Volume 75 изд.). Wiley-Interscience. ISBN 0471205036.
- Branden C; Tooze J. Introduction to Protein Structure. New York, NY: Garland Publishing. ISBN 0-8153-2305-0.
- Irwin H. Segel. Enzyme Kinetics: Behavior and Analysis of Rapid Equilibrium and Steady-State Enzyme Systems (Book 44 изд.). Wiley Classics Library. ISBN 0471303097.
- William P. Jencks (1987). Catalysis in Chemistry and Enzymology. Dover Publications. ISBN 0486654605.

## Spoljašnje veze
- [http://www.rcsb.org/pdb/static.do?p=education_discussion/molecule_of_the_month/pdb74_1.html